# 羅克艾蘭縣 (伊利諾伊州)
羅克艾蘭縣（英語：Rock Island County，或譯羅克島郡、巖島郡）是美国伊利诺伊州西北部的一個縣，西隔密西西比河與艾奥瓦州相望，面積1,168平方公里。根据2020年美國人口普查，共有人口14萬4,672人。縣治羅克艾蘭（Rock Island）。該縣成立於1831年2月9日，縣政府成立於1833年，縣名來自密西西比河上羅克河口附近的一個島嶼。